# I ribelli del porto
I ribelli del porto (Little Old New York) è un film del 1940 diretto da Henry King. Il soggetto è firmato da John L. Balderston, tratto dal lavoro teatrale Little Old New York di Rida Johnson Young: la commedia era già stata adattata per lo schermo nel 1923 in Little Old New York, un film diretto da Sidney Olcott e interpretato da Marion Davies.

## Produzione
Il film fu prodotto dalla Twentieth Century Fox Film Corporation. Venne girato a New York e in California, nei 20th Century Fox Studios (Stage 9), al 10201 Pico Blvd., di Century City a Los Angeles.

## Distribuzione
Distribuito dalla Twentieth Century Fox Film Corporation, il film uscì nelle sale cinematografiche USA il 9 febbraio 1940.

### Date di uscita
- USA	3 febbraio 1940	 (New York City, New York)
- USA	9 febbraio 1940
- Svezia	16 settembre 1940
- Finlandia	3 novembre 1940
- Portogallo	6 novembre 1940
- Giappone	11 marzo 1941

Alias
- Little Old New York 	USA (titolo originale)
- De opstandelingen van de Clermont 	Belgio (titolo Fiammingo)
- El despertar de una ciudad	Spagna
- Hertiginnan från hamnkvarteret	Svezia
- I ribelli del porto	Italia
- Les Révoltés du Clermont	Belgio (titolo Francese)
- O Despertar de uma Cidade  	Portogallo
- Satamakorttelin herttuatar	Finlandia
- Stroomopwaarts	Paesi Bassi